# إل (رواية)
إل (أو L) هي رواية كتبها الروائي النرويجي إرلند لو. وتتحدث عن مجموعة من الشبان الذين يسافرون في بعثة إلى جزيرة صغيرة هي جزيرة «ماناوي» في جزر كوك في المحيط الهادي. نشرت عام 1999، وقد حققت نجاحاً باهراً. 

## حبكة الرواية
الموضوع الرئيسي في القصة هو رحلة استكشافية يقوم بها عدد من الشبان لإثبات نظرية إرلند عن الطابع الرئيسي لجزر المحيط الهادي. إذ يعتقد أن سكان هذه الجزر جاءوا من أمريكا الجنوبية تزلجاً. وهذه، بطبيعة الحال، نظرية مستحيلة، ولكن القصة تبقى حية بشخصية لو، التي تتميز بالسذاجة في بعض الأحيان.
يقسم الكتاب إلى جزئين. يتحدث الجزء الأول عن كيف أتى إيرلند بنظريته، والتخطيط للرحلة. أما الجزء الثاني فيتناول البعثة الاستكشافية التي توجهت إلى جزيرة ماناوي في جزر كوك.
يشعر الشباب السبعة، بما فيهم الشخصية الافتراضية للكاتب لو والفنان كيم هيورثوي، بإنهم لم يساهموا في بناء النرويج، لذلك اعتبروا أن القيام بتلك الرحلة هو بمثابة اعتذار عن التقصير، ومحاولة منهم لوضع النرويج على الخارطة العالمية للأبد.
يعتقد إرلند بقوة بأن نظريته صحيحة وأنه سيتم الأشادة بهم كالأبطال عند عودتهم.
في نهاية الكتاب، يشعر الشبان بأن ما قاموا به ليس كافياً لوضع النرويج على الخارطة، لذا يبدأون بتجربة أخرى، حيث يجربون طرقاً مختلفة للتحكم في البلد. مثلاً، يجربون سياسات الفصل العنصري والشيوعية.
يمضي الشبان أيامهم الأخيرة على الجزيرة في الجلوس وانتظار قارب لينقلهم، لكن عندما يصلون البلاد، لا يجدون أحداً في انتظارهم، ويدركون بأن الأمر يتطلب المزيد من الوقت والجهد لإيصال النرويج إلى حيث يريدون.